# TRIOBP
TRIOBP‏ (TRIO and F-actin binding protein) هوَ بروتين يُشَفر بواسطة جين TRIOBP في الإنسان.